# Liste der denkmalgeschützten Objekte in Wiesfleck
Die Liste der denkmalgeschützten Objekte in Wiesfleck enthält die 4 denkmalgeschützten, unbeweglichen Objekte der burgenländischen Gemeinde Wiesfleck im Bezirk Oberwart.

## Denkmäler
| Foto |                 | Denkmal                                                                                | Standort                                           | Beschreibung | Metadaten |
| ---- | --------------- | -------------------------------------------------------------------------------------- | -------------------------------------------------- | --- | --- |
| ja   | Datei hochladen | Evangelisches Schul- und Bethaus, ehemalige Turmschule HERIS-ID: 12511 Objekt-ID: 8651 | Schreibersdorf 18 Standort KG: Schreibersdorf      | Das Evangelische Schul- und Bethaus aus der 2. Hälfte des 19. Jahrhunderts wurde im Jahr 1975 zum Teil demoliert. Die drei Mittelachsen mit dem Giebel und einem spitzen Turm sind erhalten geblieben.                                                                                         | BDA-Hist.: Q38132206 Status: § 2a Stand der BDA-Liste: 2025-06-30 Name: Evangelisches Schul- und Bethaus, ehemalige Turmschule GstNr.: 1 Turmschule Schreibersdorf |
| ja   | Datei hochladen | Bauernhaus HERIS-ID: 12514 Objekt-ID: 8654                                             | Kastanienweg 2 Standort KG: Weinberg im Burgenland | Das Bauernhaus wurde 1819 errichtet und ist in seiner Ursprünglichkeit nahezu einzigartig erhalten. Die Eingangs- und die Giebelfassade sind mit gut erhaltenem, reichem Dekor der für diese Zeit charakteristischen und handwerklich hochstehenden Putzschnitt-Technik verziert.              | BDA-Hist.: Q38132260 Status: Bescheid Stand der BDA-Liste: 2025-06-30 Name: Bauernhaus GstNr.: 196                                                                 |
| ja   | Datei hochladen | Kath. Filialkirche hl. Erhard HERIS-ID: 12508 Objekt-ID: 8648                          | Standort KG: Wiesfleck                             | Die Kirche steht oberhalb des Ortes im Friedhof. Das rechteckige Schiff geht wahrscheinlich in die Romanik zurück, der dreiseitig geschlossene Chor wurde im 15. Jahrhundert erbaut. Über der Westfassade steht ein Dachreiter mit Zwiebelturm. Der Altar stammt aus den Jahren 1816 bis 1818. | BDA-Hist.: Q38132138 Status: § 2a Stand der BDA-Liste: 2025-06-30 Name: Kath. Filialkirche hl. Erhard GstNr.: 401 Filialkirche Wiesfleck                           |
| ja   | Datei hochladen | Glockenturm HERIS-ID: 12510 Objekt-ID: 8650                                            | Schönherrn 22 Standort KG: Schönherrn              | | BDA-Hist.: Q38132193 Status: § 2a Stand der BDA-Liste: 2025-06-30 Name: Glockenturm GstNr.: 57                                                                     |